# 倉谷宣緒
倉谷 宣緒（くらたに よしお、1958年9月2日 - ）は、日本の映画プロデューサー、映画監督である。映画製作会社の株式会社ベンテンエンタテインメントの創業者であり、代表取締役。制作プロダクション“べんてんムービー”の代表。日本アカデミー賞協会会員。日本映画監督協会会員。
小沼雄一、杉田真一、小林宏治らの映画監督デビュー作を世に送り出している。
加藤雅也、大沢たかおのマネージメント、ファッションショーのプロデュース、演出家を務めたことがある。

## 来歴
広島県出身。幼少期に映画館で観た洋画『ベン・ハー』に圧倒される。高校時代には『燃えよドラゴン』のブルース・リーに影響を受ける。
1984年オスカープロモーション入社、俳優の加藤昌也や大沢たかおを見出し、マネージメントにも携り、メンズノンノ（集英社刊）創刊号より出演させ、ファッションモデルから映画俳優へ導く。1988年、米国Ford Models Japanへ移籍、ドメスティック部門を立ち上げる。同年、企画・制作会社、有限会社オブジェプロダクションを設立。ファッションショーやビューティー・コンテスト、商品キャンペーン等の広告制作を企画・プロデュース。その後、東宝配給映画『帝都大戦』や『パ★テ★オ』の制作協力をきっかけに映画プロデューサーを志す。
1995年すずきじゅんいち監督、井川幸広らと共に有限会社フイルムヴォイスを設立。同年、坂本九のヒット曲「上を向いて歩こう」をモチーフにした映画『スキヤキ』を企画・製作、ロンドン国際映画祭、ニューヨークインディペンデント映画祭、アジアフォーカス・福岡国際映画祭の招待作品となる。1998年江島神社に安置されている『裸弁財天』をシンボルとした映像制作プロダクション“べんてんムービー”を主宰、映画『Heavenz / DJキッド』を旗揚げに多くの映画製作を手掛けている。2000年より映画の海外マーケットにも着目、東京～ミラノ～ハリウッド～香港～北京～ソウル・釜山を巡り、外国映画の買付けと日本映画の販売を試みる。2002年FILMART（香港）、AFM（ロサンゼルス）等にも出展。2008年『真木栗ノ穴』を企画･プロデュース、第20回東京国際映画祭「日本映画･ある視点」公式出品。同年『ボディ・ジャック』を初監督。2010年短編映画プロジェクト を立ち上げ、若手監督らを世に送り出している。2012年ファッション情報専門チャンネル「Fashion TV」にて、始めて「チベット体操」を題材にした番組及びDVD付き書籍を企画・プロデュース。

## 主なプロデュース（監督）作品

### 劇場用映画・ビデオ映画・等
- スキヤキ（1995年）監督･脚本：すずきじゅんいち、出演：関谷理香、関谷由香、宍戸開、見栄晴、川地民夫、重田千穂子、左幸子、他
- Heavenz / DJキッド（1998年）監督：井出良英　出演：山下徹大、東儀秀樹、関谷理香、津田寛治、白竜、大杉漣、他
- ドキュメンタリーDJビデオ heavenz（1998年）出演：EMMA、DAZZLE-T、KEN-BO、KO KIMURA、SATASHI TOMIIE、SHUYA OKINO、YO-C、他
- ラッキー ロードストーン（1999年）監督：高橋ジョージ　出演：三船美佳、高橋ジョージ、田中美奈子、喜多川美佳、他
- 稲川淳二の餌食（2000年）監督･脚本：桑原昌英　出演：今村雅美、春木みさよ、古賀亘、稲川淳二､他
- 稲川淳二の餌食2（2000年）監督：山川直人、小林宏治　脚本：高野和明　出演：関谷理香、大沢健、石堂夏央、稲川淳二、他
- 稲川淳二の呪界（2000年）監督：桑原昌英　出演：仁科克基、美波、細川ふみえ、稲川淳二、他
- DECA DANCE 2000（2000年）演出･出演：上島雪夫　出演：YOUYA、東山義久、原田薫、井神さゆり、小山みゆき、他
- フィスト・オブ・フューリー（2002年、香港）監督：ハワード・チョウ　出演：石天龍、シンシア・カーン、林威、午馬、他
- Dr.コパの風水術 上巻･下巻（2003年）』出演：Dr.コパ、ドーター・コパ
- 自殺マニュアル（2003年）
- 自殺マニュアル２ 中級編（2003年）監督･脚本：小沼雄一　出演：安藤希、斉藤陽一郎、柳ユーレイ、小林且弥、津田寛治、山口温、三船美佳、中村優子、足立紳、他
- キル・鬼ごっこ（2004年）
- コンクリート（2004年）
- ブラッディ･ナイト･ア･ゴーゴー（2005年）監督：梶研吾　出演：古賀亘、涼平、高槻純、森崎めぐみ、三船美佳、山口温、他
- 最後の晩餐-The Last Supper（2005年2月12日公開、日本・香港合作）。世界12ヶ国のファンタジック映画祭で正式招待作品となる。
- 大きな古時計（2006年）監督：小林宏治　脚本：藤岡美暢　出演：松田悟志、松本まりか、藤沢大悟、藤村知可
- 夏の思い出 ～沖縄伝説～（2006年）監督･脚本：小沼雄一　出演：仲根かすみ、赤嶺龍太郎、玉城満、藤村知可
- AKIBA（2006年）
- 真木栗ノ穴（2008年）第20回東京国際映画祭「日本映画・ある視点」受賞
- ボディ・ジャック（2008年）監督：倉谷宣緒[3]
- チベット体操（2012年）構成･演出：羽野暢　出演：研ナオコ、星ようこ、駒木菜穂、古屋雅子、岡本羽加
- あいときぼうのまち（2014年）監督：菅乃廣　脚本：井上純一 出演：夏樹陽子、勝野洋、千葉美紅、大島葉子、笠兼三、他
- THE HYBRID 鵺の仔（2015年）企画・原案・プロデューサー・共同監督：倉谷宣緒[4]
- 海ガメの約束（2016年 短編）監督：倉谷宣緒　出演：ささきゆうた、ともこ、小林且弥、内浦純一、相川七瀬、研ナオコ、他
- 大きな古時計 劇場版（2022年）（企画・製作・総監修・プロデュース）監督：小林宏治　脚本：藤岡美暢　出演：松田悟志、松本まりか、藤沢大悟、藤村知可、加藤雅也、他
- VERONICA（2025年 短編）プロデューサー：倉谷宣緒　監督：加藤雅也　出演：加藤雅也、杉田のぞみ、矢沢ようこ　第3回横浜国際映画祭2025 正式出品

### 音楽
- Heavenz オリジナルサウンドトラックCD（1998年/ソニー・ミュージックレコーズ）
- 復活！ドラゴン怒りの鉄拳 オリジナルサウンドトラックCD（2002年/キングレコード）
- 自殺マニュアル オリジナルサウンドトラックCD（2003年）
- 最後の晩餐-The Last Supper オリジナルサウンドトラックCD（2004年10月）
- ボディ・ジャック オリジナルサウンドトラックCD（2008年）
- 大きな古時計 オリジナルサウンドトラックCD（2022年/ベンテンエンタテインメント）

### 書籍
- スピリチュアル・エクササイズ DVD付き チベット体操 若返りの秘儀（2013年3月25日 河出書房新社刊 ISBN 978-4-309-27393-8）
- 小説「雑魚寝」関本郁夫 著（2024年10月17日 べんてんブックス刊 ISBN 978-4-434-34759-7）
- 絵本「大きな古時計」善右衛門 著（2024年12月6日発売 べんてんブックス刊 ISBN 978-4-434-34957-7）
- 小説「ＲＥＱＵＩＥＭ ～レクイエム～」宇咲海里 著（2025年2月18日発売 べんてんブックス刊 ISBN 978-4-434-35529-5）

## 受賞
- Scotland's International Horror Film Festival（スコットランド国際ホラー映画祭）2006 準グランプリ受賞（『最後の晩餐』）製作・プロデュース
- 第20回東京国際映画祭 「日本映画・ある視点」受賞（『真木栗ノ穴』）企画･プロデュース
- ロサンゼルス日本映画祭2015　Best Visual Effects [視覚効果賞］受賞（『THE HYBRID 鵺の仔』）プロデュース･共同監督
- 第1回皆既月食映画祭（ニコニコ動画［公式］） グランプリ[金月賞］受賞（『THE HYBRID 鵺の仔』）企画・原案・プロデュース･共同監督
- 第3回いばらきショートフィルム大賞（2016年） 大賞受賞（『海ガメの約束』）監督[5][6]